# Emily Cranz
Emma Cranz Cantillano (Tucson, Arizona; Estados Unidos, 21 de septiembre de 1942 - Houston, Texas; Estados Unidos, 22 de julio de 2025), conocida como Emily Cranz, fue una actriz, cantante y bailarina mexicana nacida en Estados Unidos.Fue recordada por sus participaciones en películas en la Época de oro del cine mexicano, como Las chivas rayadas (1964), con Antonio Espino "Clavillazo",  y La cigüeña distraída (1966), con Gaspar Henaine "Capulina"
Inició su carrera en México al lado de los Boppers en el año de 1961, consolidándose como una de las grandes cantantes de la década de los 60's, junto a Angélica María, Julissa, Pily y Mayté Gaos, Leda Moreno, Renata y muchas más.

## Biografía

### Primeros años
Registrada como Emma Cranz Cantillano, nació en Tucson, Arizona, y fueron seis hijos (tres niños y tres niñas) de un padre germano-estadounidense, Frank C., quien nació en Oakland, California, y de una madre mexicana, Evangelina (de soltera Cantillano) (1909-1964), quien nació en Sinaloa, México.
En 1953, a los 10 años, Cranz participó como bailarina y cantante en eventos comunitarios en Tucson, Arizona. En febrero de ese año, en la reunión de la PTA de Mission View, que tuvo lugar en el auditorio de la escuela, Cranz y un compañero de clase se presentaron en un grupo de bailes mexicanos. Luego, participó en la celebración del Día de la Independencia de México el 16 de septiembre como bailarina y cantante, y le dio una serenata a Nuestra Señora de Guadalupe. Su mamá era organizadora y su hermana, que también se llamaba Evangelina, también era bailarina. El programa se transmitió por la estación KVOA.
Cuando era adolescente, cantó en eventos benéficos y en una estación de radio local. A la edad de 13 años, apareció en la televisión, lo que no causó gran impresión, por lo que sus padres se mudaron a Los Ángeles, California, para intentar que se hiciera un hueco como cantante profesional. Más tarde, se unió al Chuck Río Quintet en Las Vegas, y actuó con ellos durante varias temporadas. Dejó el grupo para grabar con Orfeón en México.

### Trayectoria
En 1961 Cranz comenzó su carrera como artista discográfica mexicana en el sello Peerless, respaldada por Los Boppers, cantando "Ahora o Nunca" y en la otra cara "Papa Loves Mambo", en un sencillo de 45 rpm. Posteriormente, grabó en los sellos Maya, Orfeón, Dimsa y RCA Victor varios sencillos y discos en español y, sobre todo, un disco en inglés (respaldado por el Mariachi Guadalajara) llamado "Háblame".
En 1962 apareció en el programa de Paco Malgesto todos los sábados por la noche en KWEX-TV Ch.41 en San Antonio, Texas.
De 1963 a 1970 Cranz apareció en películas mexicanas, programas de variedades de televisión y telenovelas (telenovelas), donde, además de actuar, cantaba o bailaba con frecuencia. Se consideraba a sí misma una "vedette" (una corista), más que una actriz seria.
Una de sus apariciones más populares fue en la película Las chivas rayadas (1964) junto con Antonio Espino "Clavillazo" (y fue reemplazada por Kitty de Hoyos, en su secuela Los fenómenos del fútbol, del mismo año) y La cigüeña distraída (1966) junto a Gaspar Henaine "Capulina".[cita requerida]
También acompañó a compañías de espectáculos y actuó en diferentes ciudades. En 1962 fue miembro de una compañía de la Ciudad de México completa con artistas de grabación, bailarines y mariachis, que encabezó la celebración anual de la Fiesta de Mayo en su ciudad natal.
En 1970, apareció en la televisión estadounidense en el Bob Hope Comedy Special, que se desarrollaba en Acapulco durante el Festival Internacional de Cine de México.

## Muerte
Falleció el 22 de julio de 2025 a los 82 años de edad en Houston, Texas. Francisco Aguirre Gómez, padre de su hijo Francisco Aguirre Cranz, confirmó el deceso a través de un comunicado transmitido en las estaciones de radio de su empresa Grupo Radio Centro, en la Ciudad de México.